# Ceratomyrmex

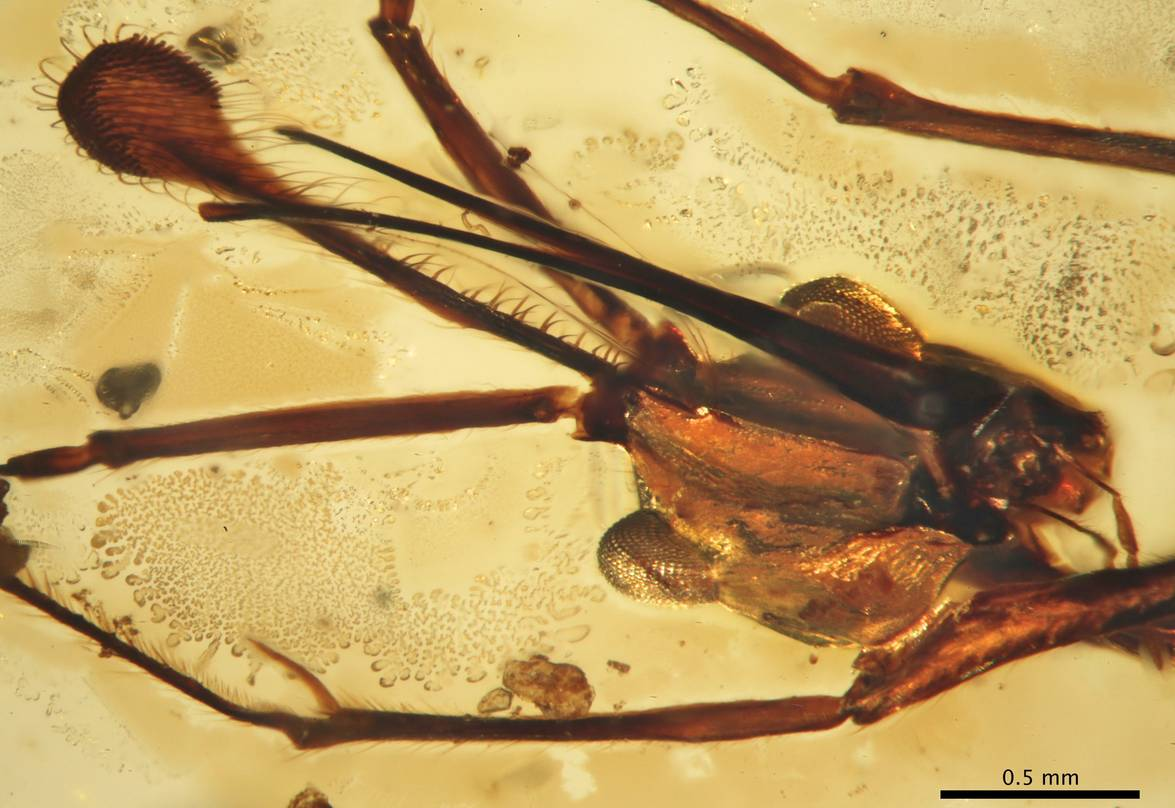
Муравей Ceratomyrmex ellenbergeri (вид головы снизу) с расширенным «рогом» на голове (слева и сверху) и смыкающимися с ним двумя тонкими мандибулами

Ceratomyrmex (лат.) — ископаемый род муравьёв из подсемейства Haidomyrmecinae. Включает 2 вида. Отличается необычным длинным рогоподобным выростом на голове. Обнаружен в бирманском янтаре мелового периода (штат Качин, около Мьичина, север Мьянмы, юго-восточная Азия), возрастом около 100 млн лет.

## Описание
Длина тела от 4,5 до 5,9 мм. Отличаются необычным строением вертикально направленных очень длинных верхних челюстей и длинным лопатовидным выростом на голове (между местом прикрепления усиков). Этот рогоподобный вырост, отходит от клипеуса (наличника), направлен вперёд и вверх, возвышается над головой и покрыт на его расширенной вершине волосками. Глаза крупные, расположены в задней половине головы. Мандибулы длинные и узкие, смыкаются вверх, образуя капкан с «рогом». Ноги и усики тонкие и длинные. Усики 12-члениковые, булава отсутствует, скапус длинный. Предположительно были одиночными специализированными хищниками, охотящимися на относительно крупную добычу, которую подкарауливали. По мнению учёных, имеющийся вырост на голове муравья представляет собой адаптацию для охоты на крупную добычу. Существующая сегодня теория эволюции муравьев предполагает, что некоторые их ранних представителей группы являлись одиночными хищниками, которые образовывали небольшие колонии, но добывали пищу самостоятельно поодиночке.

## Этимология
Название Ceratomyrmex происходит от греческих слов «keratos» (рог) и «myrmex» (муравей). Видовое название типового таксона Ceratomyrmex ellenbergeri дано в честь Зигхарда Элленберга (Sieghard Ellenberger), предоставившего часть ископаемого материала.

## Таксономия
Род в качестве монотипического таксона был впервые описан в 2016 году французско-американским мирмекологом Винсентом Перришо (Vincent Perrichot; University of Rennes, Франция; Division of Entomology, Biodiversity Institute and Natural History Museum, University of Kansas, Лоренс, Канзас, США), американским палеоэнтомологом Майклом Энджелом (Michael S. Engel; Department of Ecology & Evolutionary Biology, University of Kansas, Лоренс) и китайским энтомологом Бо Вангом (Bo Wang; State Key Laboratory of Palaeobiology and Stratigraphy, Nanjing Institute of Geology and Palaeontology, Китайская академия наук, Нанкин, Китай).
В 2020 году был описан второй вид рода.
- †Ceratomyrmex ellenbergeri Perrichot, Wang & Engel, 2016
- †Ceratomyrmex planus Lattke & Melo, 2020[4]